# Admirał Isakow
Admirał Isakow (ros. Адмирал Исаков) – radziecki, następnie rosyjski krążownik rakietowy projektu 1134A (ozn. NATO Kresta II), klasyfikowany oficjalnie jako duży okręt przeciwpodwodny. W czynnej służbie od 1970 do 1993 roku. Wchodził w skład Floty Północnej.

## Budowa i opis techniczny
„Admirał Isakow” był drugim zbudowanym okrętem projektu 1134A (Bierkut-A), znanego też od pierwszego okrętu jako typ Kronsztadt, a w kodzie NATO oznaczanego Kresta II. Okręt otrzymał nazwę na cześć admirała Iwana Isakowa (1894–1967) i został wciągnięty na listę floty 29 grudnia 1967 roku. Budowany był w im. A.A. Żdanowa w Leningradzie (numer budowy 722). Stępkę położono 15 stycznia 1967 roku, okręt został wodowany 22 listopada 1968 roku, a wszedł  do służby 28 grudnia 1970 roku.
Okręty projektu 1134A były klasyfikowane jako duże okręty przeciwpodwodne (ros. bolszoj protiwołodocznyj korabl, BPK), niemniej na zachodzie powszechnie uznawane są za krążowniki. Ich zasadniczym przeznaczeniem było zwalczanie okrętów podwodnych, w tym celu główne uzbrojenie stanowiło osiem wyrzutni rakietotorped Mietiel, z ośmioma pociskami, wymienione następnie w trakcie modernizacji w 1990 roku na nowsze wyrzutnie Rastrub-B. Dodatkowo posiadały dziesięć wyrzutni torped kalibru 533 mm, z których można było wystrzeliwać torpedy przeciw okrętom podwodnym. Uzbrojenie przeciwpodwodne uzupełniały dwa dwunastoprowadnicowe miotacze rakietowych bomb głębinowych RBU-6000 (144 bomby kalibru 213 mm) i dwa sześcioprowadnicowe RBU-1000 (48 bomb kalibru 305 mm). Możliwości w zakresie zwalczania okrętów rozszerzał jeden pokładowy śmigłowiec Ka-25PŁ. Uzbrojenie artyleryjskie stanowiły dwa podwójnie sprzężone działa uniwersalne kalibru 57 mm AK-725, umieszczone nietypowo w dwóch wieżach na burtach, oraz dwa zestawy artyleryjskie obrony bezpośredniej w postaci dwóch par sześciolufowych naprowadzanych radarowo działek 30 mm AK-630M (łącznie cztery działka). Uzbrojenie rakietowe stanowiły dwie dwuprowadnicowe wyrzutnie przeciwlotniczych pocisków rakietowych średniego zasięgu Sztorm-M, na dziobie i na rufie, z zapasem 48 pocisków.
Okręty wyposażone były w odpowiednie środki obserwacji technicznej, w tym stacje radiolokacyjne dozoru ogólnego Woschod (MR-600) na maszcie dziobowym i Angara-A (MR-310A) na maszcie rufowym, radary artyleryjskie oraz kompleks hydrolokacyjny Titan-2 (MG-332) z anteną w gruszce dziobowej.
Okręty projektu 1134A miały wyporność standardową 5600 ton i pełną 7535 ton. Długość kadłuba wynosiła 159 m, a szerokość 16,8 m. Napęd stanowiły dwa zespoły turbin parowych TW-12 o łącznej mocy 90 000 KM, napędzające każdy po jednej śrubie. Parę zapewniały cztery kotły. Napęd zapewniał osiągnięcie prędkości maksymalnej 33 węzły, a ekonomicznej 18 węzłów. Załoga liczyła 343 osoby, w tym 33 oficerów.

## Służba
„Admirał Isakow” od 16 stycznia 1971 roku wchodził w skład Floty Północnej ZSRR.
Operował też na Morzu Śródziemnym, działając od 1 marca do 31 lipca 1972 roku u wybrzeży Egiptu jako wsparcie dla tego kraju. W dniach 4-9 sierpnia 1973 roku złożył wizytę w Hawanie, a w dniach 2-10 grudnia 1982 – w Hawanie i Cienfuegos na Kubie.
Między 1 czerwca a 1 grudnia 1975 roku w składzie 5 Eskadry Operacyjnej pełnił tzw. służbę bojową na środkowym Atlantyku i Morzu Śródziemnym (wraz z BPK „Admirał Zozula” i „Ogniewoj”).
Przechodził remont w Murmańsku od 9 października 1986 do 27 sierpnia 1990 roku, połączony z modernizacją, podczas którego okręt dostosowano do rakietotorped Rastrub-B i zamontowano system nawigacji kosmicznej Szluz (ADK-3M). Już 30 czerwca 1993 roku okręt jednak został wycofany ze służby. Został sprzedany na złom do Indii, lecz podczas holowania został wyrzucony na mieliznę u brzegów wyspy Kildin na Morzu Barentsa (przed 1998 rokiem).